# Breiðafjörður
Breiðafjörður ([ˈpreiːðaˌfjœrðʏr̥]ⓘ lit. fjordo amplio) es un fiordo poco profundo, con 125 km de largo y 50 km de ancho, localizada al noroeste de Islandia. Separa la región de Vestfirðir del resto del país.

## Entorno y límites
El fiordo de Breiðafjörður se encuentra en el Atlántico Norte, cerca del círculo polar ártico y del océano Ártico. Está rodeado por montañas, entre ellas el glaciar Snæfellsjökull. Entre las penínsulas de Vestfirðir al norte y la de Snæfellsnes al sur.

## Geología
La cima en el extremo meridional se formó hace 15 millones de años, mientras que el extremo final en Snæfellsnes lo hizo hace menos de 7 millones de años. El estrato rocoso se formó durante un rift volcánico Cenozoico tardío, por cúmulos de lava basáltica que se erosionaron profundamente en el Neozoico.

## Naturaleza
El paisaje de Breiðafjörður se caracteriza por un mar poco profundo, pequeños fiordos y bahías e la parte interna de la zona intermareal salpicada por 3.000 islas, islotes y acantilados. En el área se encuentra la mitad de la zona intermareal de Islandia y la marea puede incluso alcanzar los 6 metros.
Por su origen volcánico, en el área se crearon diferentes sitios geotermales, de los cuales varios solo se pueden visitar durante la marea baja.

## Flora y fauna
La grande zona intermareal ha una alta biodiversidad con grandes bosques de algas y otros hábitats importantes para peces e invertebrados.
En el área hay unas 230 especies de tracheobiontas y 50 especies de pájaros, entre los cuales cormorán moñudo, el gavión hiperbóreo, el pigargo europeo, el eider común, el arao aliblanco y el falaropo de pico grueso. Es una importante parada para la barnacla carinegra y para el correlimos gordo. La foca común y la foca gris tienen en las islas y en sus acantilados uno de sus principales puntos de apareamiento.
Entre las diversas especies de cetáceos se pueden encontrar con frecuencia la marsopa común, el delfín hocico blanco, la orca y la ballena enana.

## Islas interiores
Las islas en Breiðafjörður han sido habitadas sin interrupción y en la actualidad tiene habitantes durante todo el año. Muchas se usan como residencia de verano. Las siguientes son algunas de las islas del Breiðafjörður:
- Flatey
- Brokey
- Elliðaey
- Rauðseyjar
- Skáleyjar
- Hvallátur
- Svefneyjar
- Sviðnur
- Hergilsey

## Economía y ecología
Las actividades más común son la pesca, el turismo y la recolección de algas.
En el Breiðafjörður desovan algunos de los peces más importantes para la economía de Islandia.

## Transportes
Si hace buen tiempo, se puede ver la costa de Vestfirðir desde la península de Snæfellsnes, de la cual la separan 40 km. Desde el pequeño puerto de Stykkishólmur parte el transbordador hacia Vestfirðir.

## Cultura e historia
Durante muchos años las islas de Breidafjördur (del nórdico antiguo: Breidafjǫrdr) estuvieron deshabitadas. La principal es Flatey, que en verano se puede visitar tomando el transbordador. Durante el Medioevo, especialmente en el siglo XII, hubo un monasterio de monjes agustinos que representaba el centro de la cultura de Islandia. Allí se escribió el más extenso manuscrito medieval, el Flateyjarbók. Luego la isla fue un importante centro comercial.

## Galería

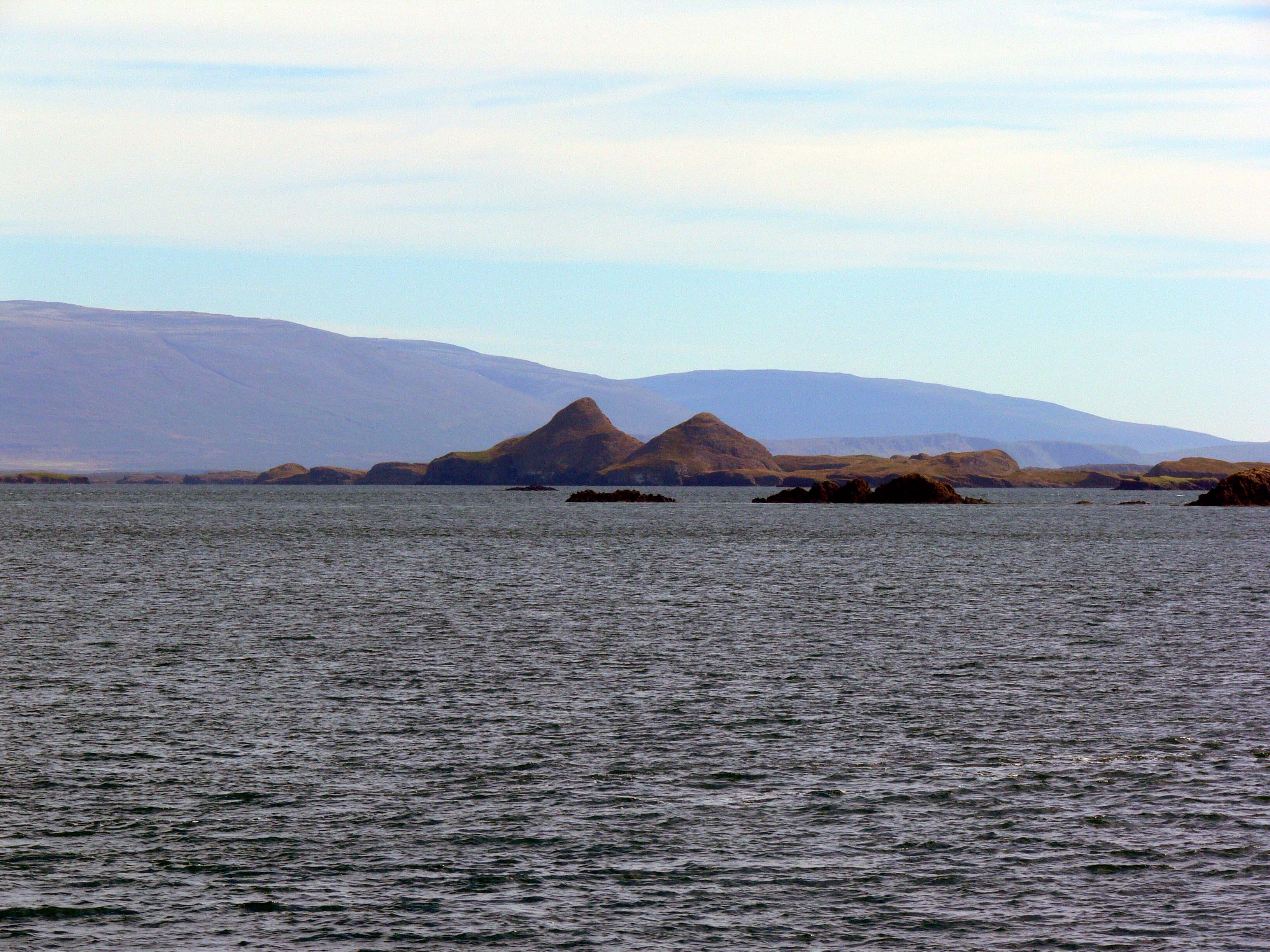
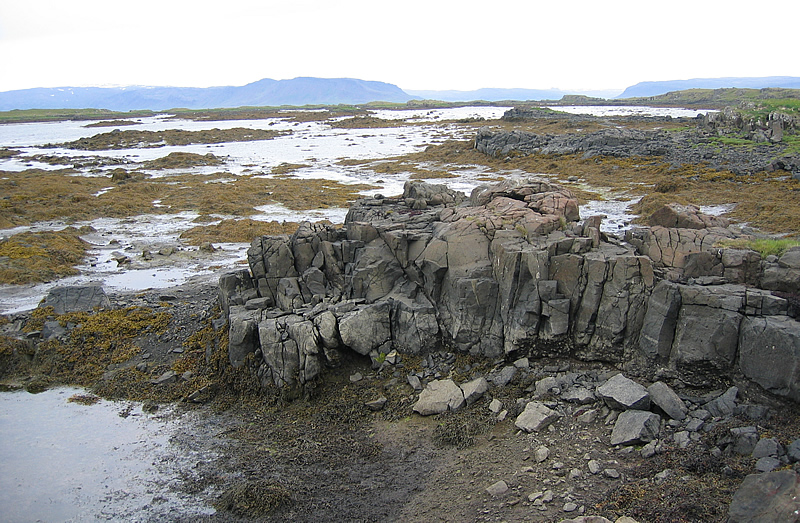
Zona intermareal en las islas Skáleyjar
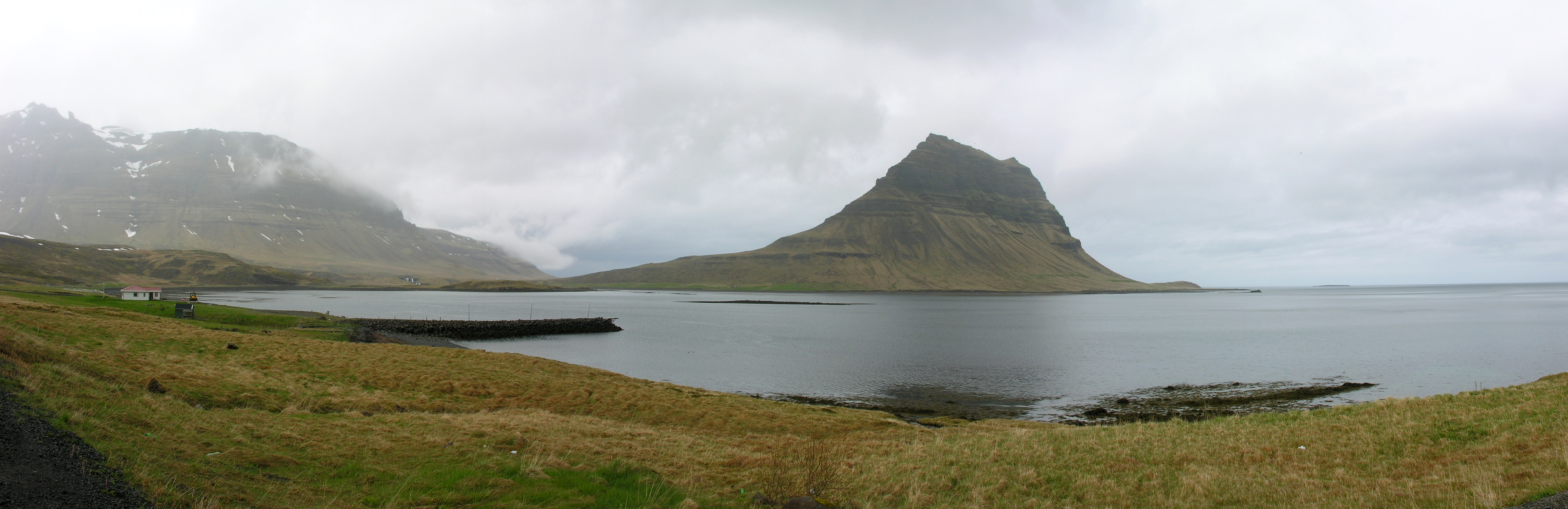
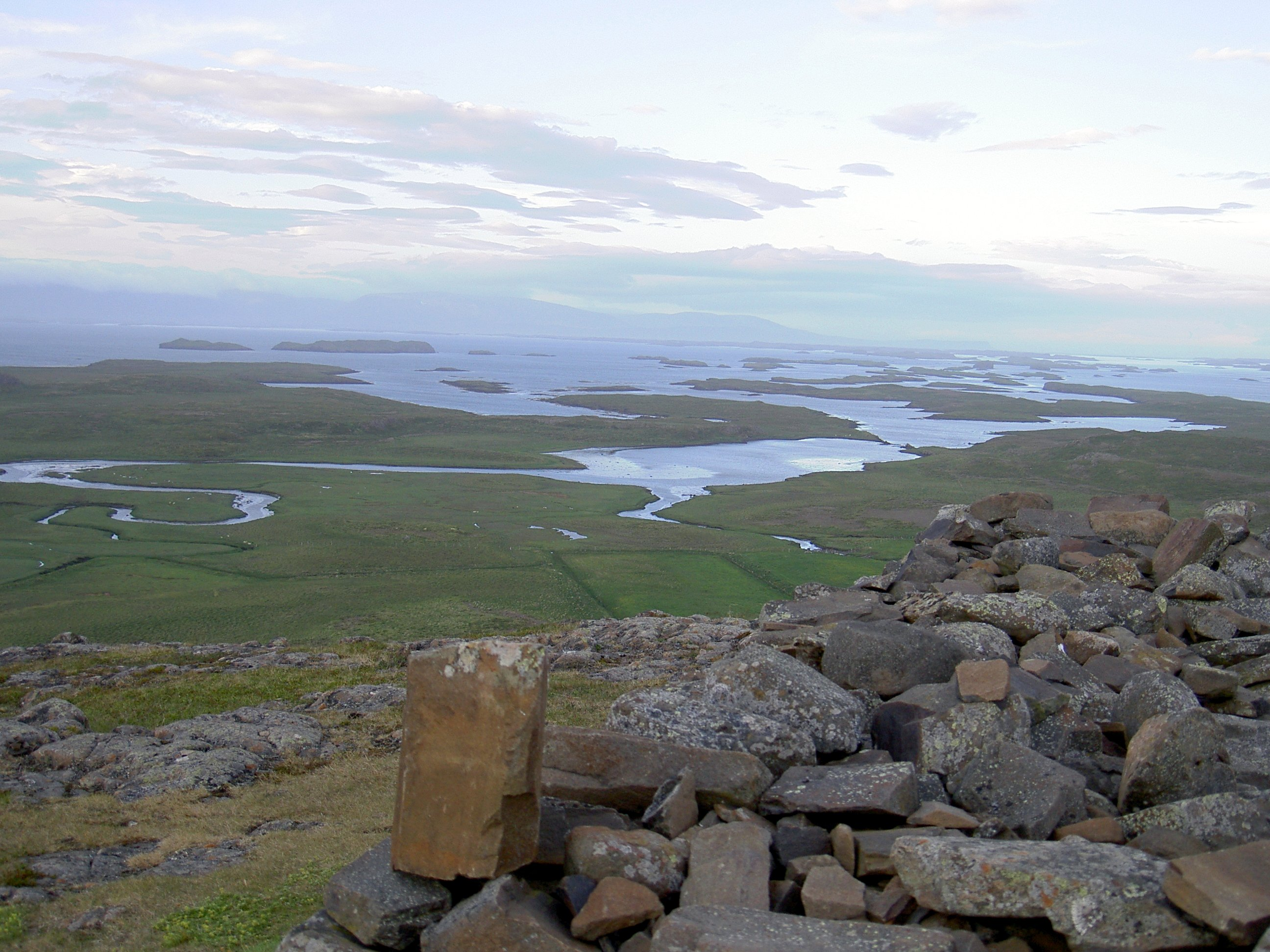
Hvammsfjörður